# Forces aériennes des Comores
La force aérienne des Comores est l’une des plus petites forces aériennes du monde. Son avion de transport principal est le Let L-410 Turbolet.
La force principale est la force à voilure tournante qui a été formée avec des appareils principalement soviétiques et français. La police dispose également d’une minuscule force aérienne et son appareil principal, le SF.260, est complété par un Cessna 402. Au total, l’aviation de l’armée des Comores compte 4 avions et la police en compte 6.

## Aéronefs exploités
La force de sécurité comorienne n’utilise que 4 appareils.
| Aéronef             | Origine            | Type                    | Version  | En service |
| ------------------- | ------------------ | ----------------------- | -------- | ---------- |
| Eurocopter Ecureuil | France             | hélicoptère multi-rôles | AS 350B  | 1          |
| Let L-410 Turbolet  | République tchèque | transport               | L-410UVP | 2          |
| Mil Mi-14 Haze      | Russie             | SAR                     |          | 1          |
| Mil Mi-8 Hip        | Russie             | SAR/Transport           |          | 1          |

Les forces de police exploitent une flotte supplémentaire de 6 aéronefs disponibles pour des tâches paramilitaires.
| Aéronef          | Origine    | Type              | Version         | En service |
| ---------------- | ---------- | ----------------- | --------------- | ---------- |
| Aermacchi SF.260 | Italie     | liaison           | SF 260C SF 260W | 2 3        |
| Cessna 402       | États-Unis | avion multi-rôles |                 | 1          |